# World Games 2022/Duathlon
Bei den World Games 2022 in Birmingham, Alabama, fanden am 16. und 17. Juli drei Duathlon-Rennen statt. Die Distanzen in dieser Einladungssportart gingen über 10 km Laufen, 40 km Radfahren und 5 km Laufen.

## Ergebnisse
Am 16. Juli gab es je ein Rennen für Frauen und Männer und am 17. Juli folgte die gemischte Staffel mit zwei Athleten pro Mannschaft im Railroad Park.
Im Rennen der Frauen wurde ein Großteil des Feldes disqualifiziert (13 von 24), denn es kamen viele Athletinnen vom Kurs ab. Zwei weitere wurden überrundet und damit nicht gewertet.
Bei den Frauen ging der Titel mit Maurine Ricour an Belgien und bei den Männern gab es mit Maxime Hueber-Moosbrugger und Benjamin Choquert einen französischen Doppelerfolg.
In der gemischten Staffel (Mixed Relay) ging die Goldmedaille ebenso nach Frankreich.
Für Deutschland startete Merle Brunnée (DSQ), für Österreich Sandrina Illes (Rang 5) und für die Schweiz gingen Michael Ott (Rang 9), Valentin Gutknecht (Rang 26) sowie Andrea Alagona (DSQ) an den Start.

### Frauen
| Datum         | Gold           | Zeit     | Silber  | Zeit     | Bronze                     | Zeit     |
| 16. Juli 2022 | Maurine Ricour | 02:01:38 | Ai Ueda | 02:01:58 | Joselyn Daniely Brea Abreu | 02:02:42 |

### Männer
| Datum         | Gold                      | Zeit     | Silber            | Zeit     | Bronze                            | Zeit     |
| 16. Juli 2022 | Maxime Hueber-Moosbrugger | 01:47:57 | Benjamin Choquert | 01:48:20 | Victor Emmanuel Zambrano Gonzalez | 01:48:56 |

### Staffel
| Datum         | Gold                                       | Zeit     | Silber                       | Zeit     | Bronze                          | Zeit     |
| 17. Juli 2022 | Maxime Hueber-Moosbrugger & Marion Legrand | 01:18:25 | Arnaud Dely & Maurine Ricour | 01:19:25 | Nathan Guerbeur & Garance Blaut | 01:19:43 |